# Мужья и любовники
«Мужья и любовники» (итал. La villa del venerdì) — кинофильм. Экранизация романа Альберто Моравиа.

## Сюжет
Стефан находит, что он не может больше терпеть соглашение со своей женой, по которому она принадлежит ему в будни, а любовнику — по выходным.